# Chester M. Franklin
Chester Mortimer Franklin, auch: Chester M. Franklin, C. M. Franklin und Chester Franklin, (* 1. September 1890 in San Francisco, Kalifornien; † 12. März 1954 in Los Angeles, Kalifornien)  war ein US-amerikanischer Filmregisseur, Stummfilmschauspieler, Filmproduzent und Autor, der 1946 für einen Oscar für den Kurzfilm A Gun in His Hand nominiert wurde.

## Leben
Im Jahr 1912 hatte Franklin seine ersten Auftritte in den beiden Kurz-Stummfilmen Hoffmeyer’s Legacy und Mabel’s Stratagem. Daran schlossen sich im Jahr 1913 Auftritte in weiteren zwölf Stummfilmen an, wovon die Kriegskomödie Cohen Saves the Flag sein letzter Film als Schauspieler war. Ab 1915 wechselte er dann ins Regiefach und drehte diverse Filme, Nachahmungen berühmter literarischer Kinder-Geschichten, die auf die jeweilige Vorlage von beispielsweise Hans und die Bohnenranke, Aladin und die Wunderlampe, Die Schatzinsel oder Ali Baba zurückgingen. In den 20th Century Fox-Studios, wo er arbeitete, wurden diese schnell als „Fox-Kiddies“ klassifiziert. 
Nach einigen Kurzfilmen drehte Franklin 1916 mit Dorothy Gish in der Hauptrolle das Filmdrama Gretchen the Greenhorn. Noch im selben Jahr drehte er mit dem Stummfilmstar Norma Talmadge die Filme The Children in the House und Going Straight. In beiden Filmen arbeitete er mit seinem Bruder Sidney zusammen. In dem Familiendrama The Toll of the Sea von 1922 war Anna May Wong die Hauptdarstellerin, die erste amerikanische Schauspielerin chinesischer Herkunft, der der Aufstieg zu einem bekannten Filmstar gelang, was in den 1920er- und 1930er-Jahren, als Hollywood vom Rassismus geprägt war, gar nicht so einfach war. Mit dem Kinderstar Jackie Cooper drehte Franklin 1936 das Actiondrama Tough Guy, in dem, wie schon zuvor in dem Film Der Hund von Karibu (1923), der Schäferhund Rin Tin Tin wiederum eine wichtige Rolle spielte. Seine Filmkarriere beendete Franklin dann 1950/51 mit dem Filmhund Lassie, indem er sich des Films Lassie und die Goldgräber als Produzent annahm. 
1946 erhielt Franklin zusammen mit Jerry Bresler eine Oscar-Nominierung in der Kategorie „Bester Kurzfilm“ für den Film A Gun in His Hand mit Tom Trout, Richard Gaines und Anthony Caruso in den Hauptrollen. Die Trophäe ging jedoch an Gordon Hollingshead und den Film Star in the Night. 
Chester M. Franklin ist der Bruder des Regisseurs und Filmproduzenten Sidney Franklin, mit dem er in seinen frühen Jahren oft zusammenarbeitete, und der Onkel von Sidney Franklin Jr. Franklin war bis zu ihrem Tod 1918 mit der Schauspielerin Ruth Darling verheiratet und in zweiter Ehe mit Mildred Nadel.

## Filmografie (Auswahl)
Darsteller
- 1912: Hoffmeyer’s Legacy
- 1912: Mabel’s Stratagem
- 1913: Cohen Saves the Flag

Regisseur, wenn nicht anders angegeben
- 1915: The Baby (Kurzfilm)
- 1915: A Ten-Cent Adventure (Kurzfilm)
- 1915: For Love of Mary Ellen (Kurzfilm)
- 1915: The Doll-House Mystery (Kurzfilm)
- 1916: Let Katie Do It
- 1916: Martha’s Vindication
- 1916: The Children in the House
- 1916: Going Straight
- 1916: Gretchen the Greenhorn
- 1917: Jack and the Beanstalk (auch Drehbuch)
- 1917: Aladdin and the Wonderful Lamp
- 1918: Treasure Island
- 1918: The Girl with the Champagne Eyes
- 1918: Ali Baba and the Forty Thieves
- 1918: You Never Can Tell
- 1921: All Souls’ Eve
- 1921: The Case of Becky
- 1922: Nancy from Nowhere
- 1922: Lotosblume. Die Geschichte einer Madame Butterfly (D) / Cho-Cho-San. Die Geschichte einer Madame Butterfly (Ö) (The Toll of the Sea)
- 1923: Der Hund von Karibu (Where the North Begins)
- 1924: Behind the Curtain
- 1924: Der stumme Ankläger (The Silent Accuser; auch Drehbuch)
- 1925: Wild Justice
- 1927: Null Uhr (The Thirteenth Hour; auch Drehbuch)
- 1928: Sherlock Holmes in tausend Nöten (Detectives; auch Drehbuch)
- 1930: Olimpia
- 1931: Le père célibataire
- 1932: A Parisian Romance
- 1932: Vanity Fair (nur Produzent)
- 1933: The Iron Master
- 1934: Sequoia – Herrin der Wildnis (Sequoia)
- 1936: Tough Guy
- 1939: Vom Winde verweht (Gone with the Wind; zweiter Regisseur)
- 1945: A Gun in His Hand (nur Produzent)
- 1946: Die Wildnis ruft (The Yearling; zweiter Regisseur)
- 1946: Duell in der Sonne (Duel in the Sun; zweiter Regisseur)
- 1951: Lassie und die Goldgräber (The Painted Hills; nur Produzent)

## Auszeichnung
- 1946: Oscarnominierung für A Gun in His Hand